# Gamba Osaka
Gamba Osaka (ガンバ大阪 Ganba Ōsaka) là một câu lạc bộ bóng đá chuyên nghiệp Nhật Bản, hiện đang thi đấu tại J1 League.  Tên của câu lạc bộ xuất phát từ một từ tiếng Ý  "gamba" có nghĩa là "chân" và trong tiếng Nhật ganbaru (頑張る), nghĩa là "cố gắng". Họ có trụ sở tại Suita, Osaka, sân nhà là Sân vận động bóng đá thành phố Suita.

## Lịch sử
Thành lập năm 1991 với tên gọi Câu lạc bộ bóng đá Tập đoàn Công nghiệp điện tử Matsushita tại Nara và là một thành viên của Japan Soccer League. Đội gồm phần lớn là các cầu thủ còn lại và ban huấn luyện của Câu lạc bộ Yanmar, đội B cũ của Yanmar Diesel F.C., đội sau trở thành Cerezo Osaka. Gamba Osaka là thành viên ban đầu của J. League năm 1993.

## Sân vận động

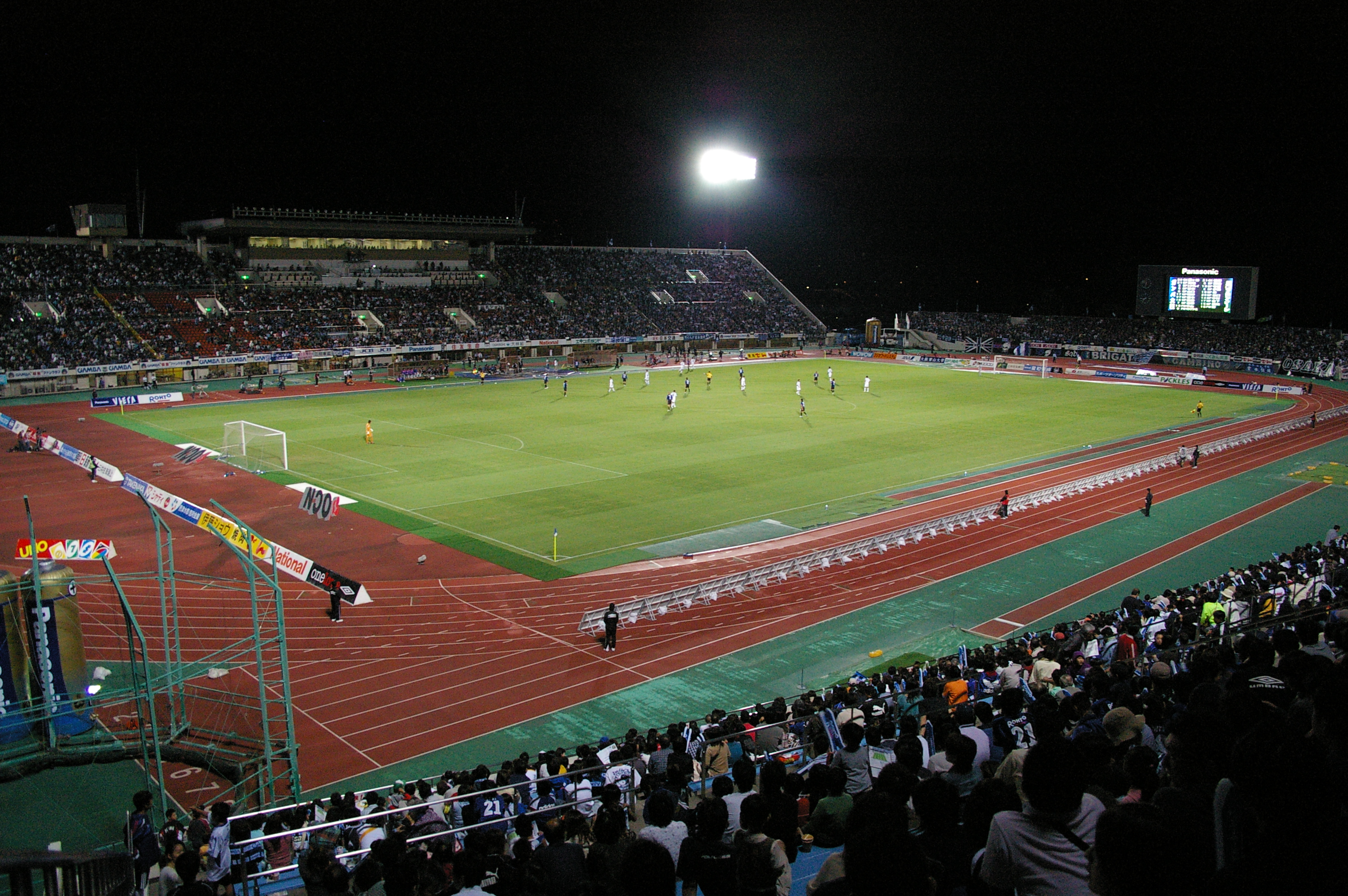
Sân Expo '70, sân nhà của Gamba Osaka

Câu lạc bộ sử dụng Sân vận động Expo '70 Osaka ở Expo Commemoration Park làm sân nhà của mình. Sức chứa của sân vào khoảng 20,000. Câu lạc bộ cũng đã cho xây một sân bóng chuyên biệt gọi là Sân vận động bóng đá thành phố Suita ở gần đó.

## Đối thủ
Đối thủ của Gamba là đội bóng cùng thành phố Cerezo Osaka hai đội tạo nên trận derby Osaka.

## Thành tích tại J.League
| Mùa giải | Hạng | Số đội | Vị trí | Trung bình khán giả | J. League Cup | Cúp Hoàng đế | châu Á | châu Á      |
| -------- | ---- | ------ | ------ | ------------------- | ------------- | ------------ | ------ | ----------- |
| 1992     | –    | –      | –      | –                   | Vòng bảng     | Tứ kết       | –      | –           |
| 1993     | J1   | 10     | 7      | 21,571              | Bán kết       | Vòng 2       | –      | –           |
| 1994     | J1   | 12     | 10     | 22,367              | Bán kết       | Bán kết      | –      | –           |
| 1995     | J1   | 14     | 14     | 13,310              | –             | Bán kết      | –      | –           |
| 1996     | J1   | 16     | 12     | 8,004               | Vòng bảng     | Bán kết      | –      | –           |
| 1997     | J1   | 17     | 4      | 8,443               | Vòng bảng     | Bán kết      | –      | –           |
| 1998     | J1   | 18     | 15     | 8,723               | Vòng bảng     | Vòng 3       | –      | –           |
| 1999     | J1   | 16     | 11     | 7,996               | Vòng 2        | Vòng 4       | –      | –           |
| 2000     | J1   | 16     | 6      | 9,794               | Vòng 2        | Bán kết      | –      | –           |
| 2001     | J1   | 16     | 7      | 11,723              | Vòng 2        | Tứ kết       | –      | –           |
| 2002     | J1   | 16     | 3      | 12,762              | Bán kết       | Vòng 4       | –      | –           |
| 2003     | J1   | 16     | 10     | 10,222              | Tứ kết        | Vòng 4       | –      | –           |
| 2004     | J1   | 16     | 3      | 12,517              | Tứ kết        | Bán kết      | –      | –           |
| 2005     | J1   | 18     | 1      | 15,966              | Á quân        | Bán kết      | –      | –           |
| 2006     | J1   | 18     | 3      | 16,259              | Tứ kết        | Á quân       | CL     | Vòng bảng   |
| 2007     | J1   | 18     | 3      | 17,439              | Vô địch       | Bán kết      | –      | –           |
| 2008     | J1   | 18     | 8      | 16,128              | Bán kết       | Vô địch      | CL     | Vô địch     |
| 2009     | J1   | 18     | 3      | 17,712              | Tứ kết        | Vô địch      | CL     | Round of 16 |
| 2010     | J1   | 18     | 2      | 16,654              | Tứ kết        | Bán kết      | CL     | Round of 16 |
| 2011     | J1   | 18     | 3      | 16,411              | Bán kết       | Vòng 3       | CL     | Round of 16 |
| 2012     | J1   | 18     | 17     | 14,778              | Tứ kết        | Á quân       | CL     | Vòng bảng   |
| 2013     | J2   | 22     | 1      | 12,286              | –             | Vòng 3       | –      | –           |
| 2014     | J1   | 18     | 1      | 14,749              | Vô địch       | Vô địch      | –      | –           |
| 2015     | J1   | 18     |        |                     |               |              | CL     | Bán kết     |

## Cầu thủ

### Đội hình hiện tại
Tính đến 14 tháng 1 năm 2022
Ghi chú: Quốc kỳ chỉ đội tuyển quốc gia được xác định rõ trong điều lệ tư cách FIFA. Các cầu thủ có thể giữ hơn một quốc tịch ngoài FIFA.
| Số | VT | Quốc gia | Cầu thủ                                 |
| -- | -- | -------- | --------------------------------------- |
| 1  | TM | Nhật Bản | Masaaki Higashiguchi                    |
| 2  | HV | Nhật Bản | Shota Fukuoka                           |
| 3  | HV | Nhật Bản | Gen Shoji                               |
| 4  | HV | Nhật Bản | Fujiharu Hiroki                         |
| 5  | HV | Nhật Bản | Miura Genta (Đội trưởng)                |
| 6  | TV | Hàn Quốc | Ju Se-jong                              |
| 8  | TV | Nhật Bản | Onose Kosuke                            |
| 9  | TĐ | Brasil   | Leandro Pereira                         |
| 10 | TV | Nhật Bản | Kurata Shu                              |
| 11 | TĐ | Brasil   | Wellington Silva                        |
| 13 | HV | Nhật Bản | Takao Ryu                               |
| 14 | TV | Nhật Bản | Fukuda Yuya                             |
| 15 | TV | Nhật Bản | Saito Mitsuki (Mượn từ Shonan Bellmare) |
| 16 | HV | Nhật Bản | Yota Sato                               |
| 17 | TV | Nhật Bản | Okuno Kohei                             |

| Số | VT | Quốc gia | Cầu thủ                     |
| -- | -- | -------- | --------------------------- |
| 18 | TĐ | Brasil   | Patric                      |
| 20 | HV | Hàn Quốc | Kwon Kyung-won              |
| 21 | TM | Nhật Bản | Kato Taichi                 |
| 22 | TM | Nhật Bản | Ichimori Jun                |
| 23 | TV | Brasil   | Dawhan (Mượn từ Santa Rita) |
| 24 | HV | Nhật Bản | Kurokawa Keisuke            |
| 25 | TM | Nhật Bản | Ishikawa Kei                |
| 26 | HV | Nhật Bản | Yanagisawa Ko               |
| 29 | TV | Nhật Bản | Yamamoto Yuki               |
| 32 | TĐ | Nhật Bản | Sakamoto Isa                |
| 37 | TĐ | Nhật Bản | Yamami Hiroto               |
| 39 | TĐ | Nhật Bản | Usami Takashi               |
| 40 | HV | Hàn Quốc | Shin Won-ho                 |
| 41 | TV | Nhật Bản | Nakamura Jiro               |
| 48 | TV | Nhật Bản | Ishige Hideki               |

### Cho mượn
Ghi chú: Quốc kỳ chỉ đội tuyển quốc gia được xác định rõ trong điều lệ tư cách FIFA. Các cầu thủ có thể giữ hơn một quốc tịch ngoài FIFA.
| Số | VT | Quốc gia | Cầu thủ                                       |
| -- | -- | -------- | --------------------------------------------- |
| —  | TM | Nhật Bản | Kosei Tani (cho mượn đến Shonan Bellmare)     |
| —  | TV | Nhật Bản | Ren Shibamoto (cho mượn đến Fujieda MYFC)     |
| —  | TĐ | Nhật Bản | Shoji Toyama (cho mượn đến Mito HollyHock)    |
| —  | HV | Nhật Bản | Dai Tsukamoto (cho mượn đến Zweigen Kanazawa) |

### Cầu thủ đáng chú ý
Đội hình tiêu biểu

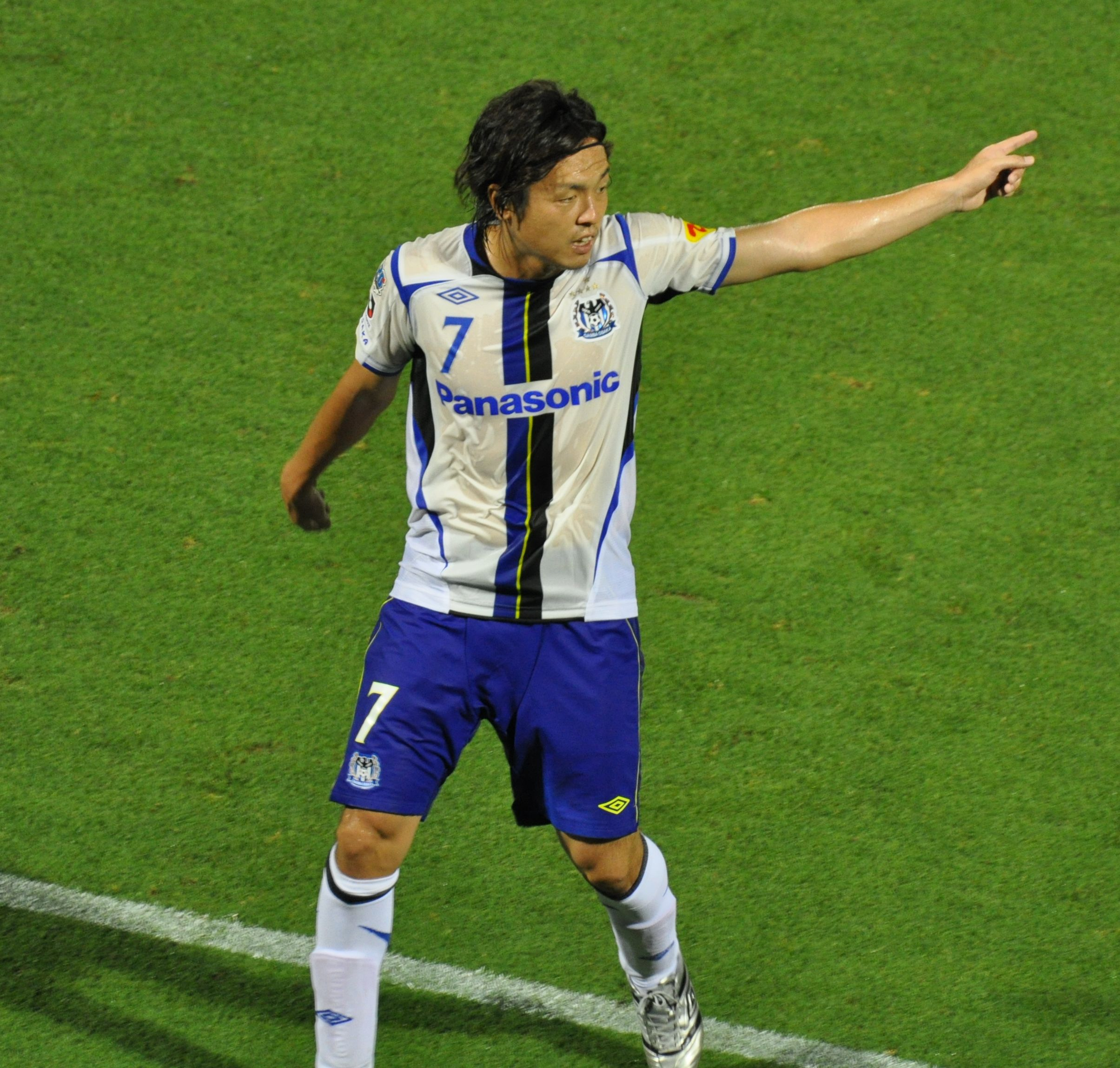
Endō Yasuhito, cầu thủ xuất sắc nhất và là tay săn bàn số một trong lịch sử Gamba.

Vào năm 2011, là một phần của lễ kỷ niệm 20 năm chính thức của câu lạc bộ, những người hâm mộ đã bỏ phiếu để xác định đội hình xuất sắc nhất từ trước đến nay.
- Thủ môn

 Yōsuke Fujigaya (2005–2013, 2015–2017)
- Hậu vệ

 Akira Kaji (2006–2014)
 Sidiclei (2004–2007)
 Tsuneyasu Miyamoto (1995–2006)
 Satoshi Yamaguchi (2001–2011)
- Tiền vệ

 Yasuhito Endō (1998– )
 Tomokazu Myojin (2006–2015 )
 Hideo Hashimoto (1998–2011)
 Takahiro Futagawa (1999–2018 )
- Tiền đạo

 Patrick M'Boma (1997–1998)
 Araújo (2005)

### Cho mượn
Ghi chú: Quốc kỳ chỉ đội tuyển quốc gia được xác định rõ trong điều lệ tư cách FIFA. Các cầu thủ có thể giữ hơn một quốc tịch ngoài FIFA.
| Số | VT | Quốc gia | Cầu thủ                            |
| -- | -- | -------- | ---------------------------------- |
| —  | HV | Nhật Bản | Yuto Uchida (tại Tokushima Vortis) |
| —  | TV | Nhật Bản | Kenya Okazaki (tại Ehime FC)       |

| Số | VT | Quốc gia | Cầu thủ                        |
| -- | -- | -------- | ------------------------------ |
| —  | TĐ | Nhật Bản | Naoki Ogawa (tại Fujieda MYFC) |

### Cựu cầu thủ nổi bật
Đội hình xuất sắc nhất lịch sử
Năm 2011, như một phần trong lễ kỷ niệm 20 năm thành lập, các cổ động viên đã bầu ra đội hình xuất sắc nhất lịch sử.
- Thủ môn

 Yōsuke Fujigaya (2005–2013, 2015–)
- Hậu vệ

 Akira Kaji (2006–2014)
 Sidiclei (2004–2007)
 Tsuneyasu Miyamoto (1995–2006)
 Satoshi Yamaguchi (2001–2011)
- Tiền vệ

 Yasuhito Endō (1998–)
 Tomokazu Myojin (2006–)
 Hideo Hashimoto (1998–2011)
 Takahiro Futagawa (1999–)
- Tiền đạo

 Patrick M'Boma (1997–1998)
 Araújo (2005)

## Danh hiệu

### Giải quốc nội
Matsushita (nghiệp dư)
- Giải vô địch bóng đá toàn Nhật Bản
  - Vô địch (1): 1983
- Japan Soccer League Hạng 2
  - Vô địch (1): 1985–86
- Cúp Hoàng đế:
  - Vô địch (1): 1990

Gamba Osaka (chuyên nghiệp)
- J. League Hạng 1
  - Vô địch (2): 2005, 2014
  - Á quân (1): 2010
- J. League Hạng 2:
  - Vô địch (1): 2013
- Cúp Hoàng đế
  - Vô địch (3): 2008, 2009, 2014
  - Á quân (1): 2006
- J. League Cup
  - Vô địch (2): 2007, 2014
  - Á quân (1): 2005
- Siêu cúp Nhật Bản
  - Vô địch (2): 2007, 2015
  - Á quân (2): 2006, 2009, 2010

### Châu Á
- AFC Champions League
  - Vô địch (1): 2008

### Quốc tế
- FIFA Club World Cup
  - Thứ ba: 2008
- Suruga Bank Championship
  -  Á quân (2): 2008, 2015

### Giải quốc tế nhỏ
- Queen's Cup
  - Vô địch (1): 1992
- A3 Champions Cup
  - Á quân (1): 2006
- Pan-Pacific Championship
  - Vô địch (1): 2008

## Huấn luyện viên
- Yoji Mizuguchi 1980–1991
- Kunishige Kamamoto 1991–1994
- Siegfried Held 1994–1995
- Josip Kuže 1996–1997
- Hiroshi Hayano 1999–2001
- Kazuhiko Takemoto 2001–2002
- Nishino Akira 2002–2012
- José Carlos Serrão 2012
- Masanobu Matsunami 2012
- Kenta Hasegawa 2013–2017
- Levir Culpi 2018
- Tsuneyasu Miyamoto 2018–2021
- Tomohiro Katanosaka 2022
- Hiroshi Matsuda 2022
- Dani Poyatos 2023-nay